# حارة البليلي (صنعاء)
حارة البليلي هي إحدى حارات حي البليلي بمديرية الوحدة إحد مديريات العاصمة اليمنية صنعاء، بلغ تعداد سكانها 2673 نسمة حسب تعداد اليمن لعام 2004.